# Kapparkiet
De kapparkiet (Psephotellus dissimilis) is een vogel uit de familie Psittaculidae (papegaaien van de Oude Wereld).

## Verspreiding en leefgebied
Deze soort is endemisch in noordelijk Australië.

## Status
De grootte van de populatie is in 2000 geschat op 20.000 volwassen vogels. Op de Rode lijst van de IUCN heeft deze soort de status niet bedreigd.